# Netty Heyligers
Jeannette Heijligers, beter bekend als Netty Heyligers (Buitenzorg, 21 maart 1897 – Maastricht, 20 oktober 1989) was een Nederlandse illustratrice van met name kinderboeken, onder andere van Willy Pétillon, Tine Brinkgreve-Wicherink, Felicie Jehu, Nellie van Kol en Adrianus Baltus van Tienhoven.

## Illustraties in tijdschriften
Netty Heyligers maakte ook illustraties voor onder andere 'Ons eigen Huis', tijdschrift van de Van Houten fabrieken en voor het kindermaandblad Ons Thuis van Henriëtte Dietz en Katharina Leopold. Voor verschillende uitgevers was zij ook werkzaam als boekbandontwerper.